# Collie Buddz
Colin Patrick Harper (Nueva Orleans, Luisiana 21 de agosto de 1984), más conocido por su nombre artístico Collie Buddz, es un artista de reggae estadounidense / bermudeño más conocido por su sencillo "Come Around". Aunque nació en Nueva Orleans, fue criado en las Bermudas. Estudió ingeniería de audio en Full Sail University en Orlando, Florida..
En el año 2007, con la publicación del disco bajo su mismo nombre la canción  Mamacita fue un gran éxito radiofónico alcanzando una gran popularidad en radios y rotación del vídeo. la canción tuvo un éxito en Latinoamérica, Centro América, México, América del Sur y antillas y Puerto Rico, y parte de los Estados Unidos al final del 2009 el sencillo Mamacita llevaba más de medio millón de unidades vendidas y el disco más de dos millones de copias vendidas. También participó en el álbum de Shaggy 2007 Intoxication en la pista "Mad Mad World". En 2008, interpretó la canción "SOS" en WWE The Music, Vol. 8 como el tema de la entrada para el luchador Kofi Kingston. También participó en un Remix de 2009 del sencillo de Kid Cudi "Day 'n' Nite". Su nombre se basa en la jerga para el cannabis, y ha sido fotografiado ostentando un dispositivo comúnmente utilizado para su consumo.
Lanzó su propia discográfica "Harper Digital". Buddz ha construido una extensa máquina de turismo, vendiendo locales en todo Estados Unidos y en todo el mundo. En 2013, fue un acto destacado con Rebelution, Matisyahu y Zion I en la gira Good Vibes. En el Festival de Música de Marley, entre otros, se encuentran Lollapalooza, Outside Lands, Summer Jam, Reggae on the Rocks, California Roots Festival, UCLA JazzReggae, Seattle City Arts Festival y Manifestivus.

## Vida personal
Colin se casó con Zarah DeSilva el 21 de mayo del 2010, Zarah es hija de Zane DeSilva ministro del parlamento y hombre de negocios en bermuda. El 29 de diciembre de ese mismo año nació su primera hija.

## Discografía

### Álbumes
- Collie Buddz – 2007
- Playback – 2011
- Blue Dreamz EP – 2015
- Good Life – 2017

### Mixtape
- "420 Mixtape" – 2007
- "On The Rock" – 2009
- "The Last Toke" – 2010

### Sencillos
- 2006: "S.O.S"
- 2006: "Come Around"
- 2007: "Mamacita"
- 2007: "Tomorrow's Another Day"
- 2007: "My Everything"
- 2007: "She Lonely"
- 2007: "Let Me Know it"
- 2007: "Sensimillia"
- 2007: "Wild Out"
- 2007: "The First Time"
- 2008: "She Gimme Love"
- 2008: "Young Girl"
- 2008: "Show Me What You Know"
- 2008: "Mary Jane"
- 2008: "Hustle"
- 2008: "Private Show"
- 2009: "Herb Tree"
- 2009: "Not For No Chain"
- 2009: "Eyez" (Official single)
- 2009: "Now She Gone"
- 2009: "Fly Away"
- 2009: "Par Wid I Mon"
- 2009: "Serious"
- 2010: "Phone Call" (Official single)
- 2010: "Blind to you"
- 2010: "Never Good Enough"
- 2010: "Come Down"
- 2010: "Get Down"
- 2010: "Holiday"
- 2010: " Start it up"
- 2010: Featuring Krayzie Bone: "Defend your own"
- 2010: "Playback" (Official single)
- 2011: "Hope" (feat Demarco)
- 2011: "I Feel So Good"
- 2012: "Ganja Pipe"
- 2012: "Won't Be Long"
- 2012: "Nuh Easy"
- 2012: "No Time"
- 2013: "Payback's a B***H"
- 2013: "Smoke the Weed"
- 2014: "Light It Up"
- 2014: "Yesterday" (feat Riff Raff & Snoop Dogg)
- 2015: "Prescription"
- 2015: "Go Hard"
- 2015: "It Nice" (Produced by Jr. Blender)